# Рози Митермајер
Роземари (Рози) Митермајер-Нојројтер (Рајт им Винкл, 5. август 1950 — Гармиш-Партенкирхен, 4. јануар 2023) била је немачка алпска скијашица. Освајачица је великог кристалног глобуса и вишеструка је олимпијска и светска првакиња.

## Спортска каријера
У Светском купу дебитовала је са само шеснаест година 1967. После неколико солидних сезона своје највеће успехе остварила је током сезоне 1975/76. Освојила је велики кристални глобус и медаље у свим дисциплинама на Зимским олимпијским играма 1976. у Инзбруку. У спусту и слалому је била златна, док је у велеслалому освојила сребрну медаљу. С обзиром да су се такмичења на Олимпијским играма рачунала за светско првенство освојила је и златну медаљу у комбинацији. Од те године има надимак Златна Рози (енгл. Gold Rosi). Крајње неочекивано након те сезоне престала је да се активно бави скијањем.

### Приватни живот
Од 1980. је била у браку са бившим алпским скијашем Кристијаном Нојројтером са којим је имала сина Феликса и ћерку Амели, који се такође професионално баве алпским скијањем.

### Освојени кристални глобуси
| Сезона | Дисциплина  |
| ------ | ----------- |
| 1976.  | Укупно      |
| 1976.  | Слалом      |
| 1976.  | Комбинација |

### Победе у Светском купу
| Датум              | Место            | Трка       |
| ------------------ | ---------------- | ---------- |
| 16. јануар 1969.   | Шрунс            | Слалом     |
| 14. март 1970.     | Вос              | Слалом     |
| 2. фебруар 1973.   | Шрунс            | Слалом     |
| 27. фебруар 1974.  | Абетоне          | Слалом     |
| 8. март 1974.      | Високе Татре     | Слалом     |
| 13. децембар 1974. | Кортина д'Ампецо | Слалом     |
| 22. јануар 1976.   | Бад Гаштајн      | Слалом     |
| 5. март 1976.      | Копер Маунтин    | Велеслалом |
| 6. март 1976.      | Копер Маунтин    | Слалом     |